# Lorca
Lorca é um município da Espanha na província e comunidade autónoma de Múrcia, de área 1676 km² com população de 92694 habitantes (2010). Fica situada a Sudoeste da capital de província.
A actividade económica baseia-se no curtimento de peles e nas indústrias de materiais  de construção e alimentar (salsicharia).
No coração da cidade, existe o "Conjunto histórico-artístico de Lorca" e entre monumentos como a Câmara Municipal de Lorca e a Casa do Corregedor encontra-se a Praça de Espanha , que faz parte do centro histórico e é o espaço mais emblemático da cidade e um dos mais importantes da região de Múrcia motivo pelo qual é considerado "Bem de Interesse Cultural" pelo Governo.
No dia 11 de maio de 2011, dois sismos, de 4,5 e 5,1 graus de magnitude na escala Richter respectivamente, provocaram 9 mortes na cidade, além de danos físicos em diversas construções.

## Demografia
| Variação demográfica do município entre 1991 e 2004 | Variação demográfica do município entre 1991 e 2004 | Variação demográfica do município entre 1991 e 2004 | Variação demográfica do município entre 1991 e 2004 | Variação demográfica do município entre 1991 e 2004 |
| --------------------------------------------------- | --------------------------------------------------- | --------------------------------------------------- | --------------------------------------------------- | --------------------------------------------------- |
| 1991                                                | 1996                                                | 2001                                                | 2004                                                | 2007                                                |
| 65919                                               | 69045                                               | 77477                                               | 84245                                               | 89606                                               |